# Andrzej Kapkowski
Andrzej Kapkowski (ur. 1944) – generał brygady, wieloletni pracownik służb specjalnych PRL; szef Urzędu Ochrony Państwa w latach 1996–1997.
Ukończył psychologię na Uniwersytecie Warszawskim. Od roku 1968 był pracownikiem Kontrwywiadu MSW. W latach 1993–1996 był zastępcą dyrektora Zarządu Kontrwywiadu UOP, a przez kilka tygodni przed objęciem funkcji szefa UOP stał na czele Zarządu. Po odejściu z UOP był doradcą w Kancelarii Prezydenta RP, a następnie doradcą premiera Leszka Millera do spraw bezpieczeństwa i służb specjalnych.

## Odznaczenia
- Odznaka Honorowa imienia gen. Stefana Roweckiego „Grota” – 2011